# Orobanche cernua
Orobanche cernua är en snyltrotsväxtart som beskrevs av Pehr Löfling. Enligt Catalogue of Life ingår Orobanche cernua i släktet snyltrötter och familjen snyltrotsväxter, men enligt Dyntaxa är tillhörigheten istället släktet snyltrötter och familjen snyltrotsväxter. Arten förekommer tillfälligt i Sverige, men reproducerar sig inte.

## Underarter
Arten delas in i följande underarter:
- O. c. cernua
- O. c. rajamundrica
- O. c. desertorum
- O. c. pseudoclarkei